# Лукьянов, Александр Анатольевич
Алекса́ндр Анато́льевич Лукья́нов (род. 15 августа 1963, Жигулёвск) — советский и российский тренер по боксу. Тренер боксёрской команды МГФСО, молодёжной сборной России и московского клуба «Торпедо», личный тренер таких титулованных российских боксёров как Денис Попов и Владимир Есмейкин. Заслуженный тренер России (1995).

## Биография
Александр Лукьянов родился 15 августа 1963 года в городе Жигулёвске Куйбышевской области. В молодости сам активно занимался боксом, тренировался под руководством местного тренера Игоря Уткина — становился финалистом первенства РСФСР, выполнил норматив мастера спорта СССР.
В течение многих лет работал тренером по боксу в жигулёвской Специализированной детско-юношеской спортивной школе олимпийского резерва и в Спортивной школе олимпийского резерва по единоборствам Московского городского физкультурно-спортивного объединения. Работал тренером в юниорской и молодёжной сборных России по боксу, старший тренер взрослой национальной сборной России, помощник главного тренера сборной Олега Меньшикова. Начиная с 2005 года — штатный тренер московского боксёрского клуба «Торпедо». Тренер высшей квалификационной категории. Член тренерского совета Федерации бокса России.
За долгие годы тренерской работы подготовил многих талантливых боксёров, добившихся успеха на всероссийском и международном уровнях. Среди его воспитанников — мастер спорта международного класса Денис Попов, чемпион России, серебряный призёр Кубка России, победитель международных турниров в Италии и Болгарии, позже сделавший успешную карьеру судьи, получивший статус судьи международной категории АИБА. Другой его ученик — мастер спорта международного класса Владимир Есмейкин, чемпион России, двукратный бронзовый призёр Кубка России, серебряный призёр международного турнира в Болгарии, обладатель Кубка Владимира Мономаха. Под руководством Лукьянова тренировался победитель первенства СССР А. Ткачёв и другие известные боксёры.
За выдающиеся успехи на тренерском поприще в 1995 году Александр Лукьянов был удостоен почётного звания «Заслуженный тренер России». Награждён нагрудным знаком «Отличник физической культуры и спорта». Общий тренерский стаж — более 30 лет.